# کارولین کرین
```
کارولین کرین
 
نویسنده
 آمریکایی است.
```

## زندگی‌نامه
کرین با حضور در دبیرستان آروهد در ویسکانسین در حومه شیکاگو و میلواکی بزرگ شد. او ادبیات انگلیسی را فرا گرفت و لیسانس خود را از دانشگاه مینسوتا در سال ۱۹۹۱ به دست آورد و در حال حاضر به همراه همسر و دو گربه در مینیاپولیس زندگی می‌کند.
کرین قبلادو رمان منتشر نشده را نوشته بود. در سال ۲۰۰۸، مک کلر دو کتاب اول از سه‌گانه فانتزی شهری جدید او را، فروخت. اولین رمان او با نام بازیهای ذهن در ۲۳ مارس ۲۰۱۰ منتشر شد. با توجه به فروش کم، اعلام شد در آن تابستان دیگر کتاب سوم این مجموعه انتخاب نمی‌شود. عنوان سوم به انتشارات سامهاین فروخته شد، هر سه عنوان را در ۲۵ اکتبر ۲۰۱۱ منتشر شد و برای ساخت سریال تلویزیونی انتخاب شد.
او در مصاحبه ای با اس اف اف وورد اظهار داشت که دو سری کتاب جدید در دست دارد.

## فهرست کتب

### دنباله‌های به هم پیوسته
1. در برابر تاریکی. آوریل ۲۰۱۳
2. دورتر از کناره. دسامبر ۲۰۱۳
3. درون سایه‌ها. ژوئیه ۲۰۱۴
4. پشت نقاب. می ۲۰۱۵

### داستان‌های جدید / داستان‌های کوتاه
- نمک دیرینه. سپتامبر۲۰۱۲

### کتاب صوتی
1. در برابر تاریکی. اکتبر ۲۰۱۴
2. دورتر از کناره. نوامبر۲۰۱۴
3. در سایه. دسامبر ۲۰۱۴

## جوایز و پذیرش
بازخوردها از آثار کرین مثبت بوده‌است، به طوری که رومانتیک تایمز به دو کتاب اول از سه‌گانه سرخورده چهار و نیم ستاره ارائه کرده‌است.
- ۲۰۱۴ - جایزه ریتا برای دورتر از کناره